# One Life
One Life (lit. ‘Una vida’) és una pel·lícula dramàtica biogràfica britànica de 2023 dirigida per James Hawes. Es basa en la història real de l'humanista anglès Nicholas Winton mentre recorda els seus esforços passats per a ajudar a grups de nens jueus a la Txecoslovàquia ocupada pels nazis a fugir al llarg dels anys 1938 i 1939, just abans del començament de la Segona Guerra Mundial. La pel·lícula és protagonitzada per Anthony Hopkins i Johnny Flynn com a Sir Nicholas Winton, amb Lena Olin, Romola Garai, Alex Sharp, Jonathan Pryce i Helena Bonham Carter en papers secundaris. S'ha subtitulat al català.
La pel·lícula es va estrenar mundialment al Festival Internacional de Cinema de Toronto el 9 de setembre de 2023 i a escala europea en el Festival de Cinema de Londres de 2023. Al Regne Unit es va estrenar l'1 de gener de 2024 a càrrec de la Warner Bros. Pictures. La pel·lícula va rebre ressenyes positives en la seva majoria, amb elogis per les actuacions del repartiment, particularment la de Hopkins.

## Sinopsi
Quan Nicholas Winton, corredor de borsa londinenc de 29 anys, visita Txecoslovàquia en 1938, poques setmanes després de la signatura de l'Acord de Múnic, es troba amb famílies a Praga que havien fugit de l'ascens dels nazis a Alemanya i Àustria. Viuen en males condicions, amb poca o cap habitatge o menjar, i amb por a la invasió dels nazis. Winton coneix a Doreen Warriner, cap de l'oficina de Praga del Comitè Britànic per als Refugiats de Txecoslovàquia (BCRC). Horroritzat per les condicions en els camps de refugiats, Winton decideix salvar ell mateix als nens jueus. Amb el suport actiu de la seva mare Babette, una immigrant jueva alemanya que des de llavors es va convertir a l'Església anglicana, supera obstacles burocràtics, recapta donacions i busca famílies d'acolliment per als nens portats a Anglaterra. Molts d'ells són jueus que corren un risc imminent de deportació. Comença una carrera contra el temps, ja que no és clar quant temps romandran obertes les fronteres abans de la inevitable invasió nazi.
Cinquanta anys després, el 1988, Nicholas Winton, que tenia 79 anys, va netejar part del desordre de la seva oficina, tal com li va demanar la seva esposa Grete. En ella troba els seus vells documents en els quals va registrar el seu treball per al BCRC, amb fotografies i llistes dels nens que volien posar fora de perill. Winton encara es culpa per no haver estat capaç de salvar més. Durant l'esmorzar amb el seu vell amic Martin, Winton pensa sobre què hauria de fer amb tots els documents. Està considerant donar-los a un museu de l'Holocaust, però al mateix temps vol cridar l'atenció sobre la difícil situació actual dels refugiats, per la qual cosa no ho fa.
Els documents acaben en mans de l'equip de producció de That's Life!, un programa de televisió produït per la BBC amb la presentadora Esther Rantzen. Winton és convidat a l'espectacle i se li demana que s'assegui entre l'audiència. That's Life sorprèn a Winton en convidar al programa, per a conèixer-lo, a alguns dels nens (ja adults, lògicament) que va ajudar a salvar.

## Repartiment
- Anthony Hopkins com a Nicholas Winton
  - Johnny Flynn com al jove Nicholas Winton
- Helena Bonham Carter com a Babi Winton
- Lena Olin com a Grete Winton
- Jonathan Pryce com a Martin Blake«
  - Ziggy Heath com al jove Martin Blake
- Romola Garai com a Doreen Warriner
- Alex Sharp com a Trevor Chadwick
- Samantha Spiro com a Esther Rantzen

## Producció

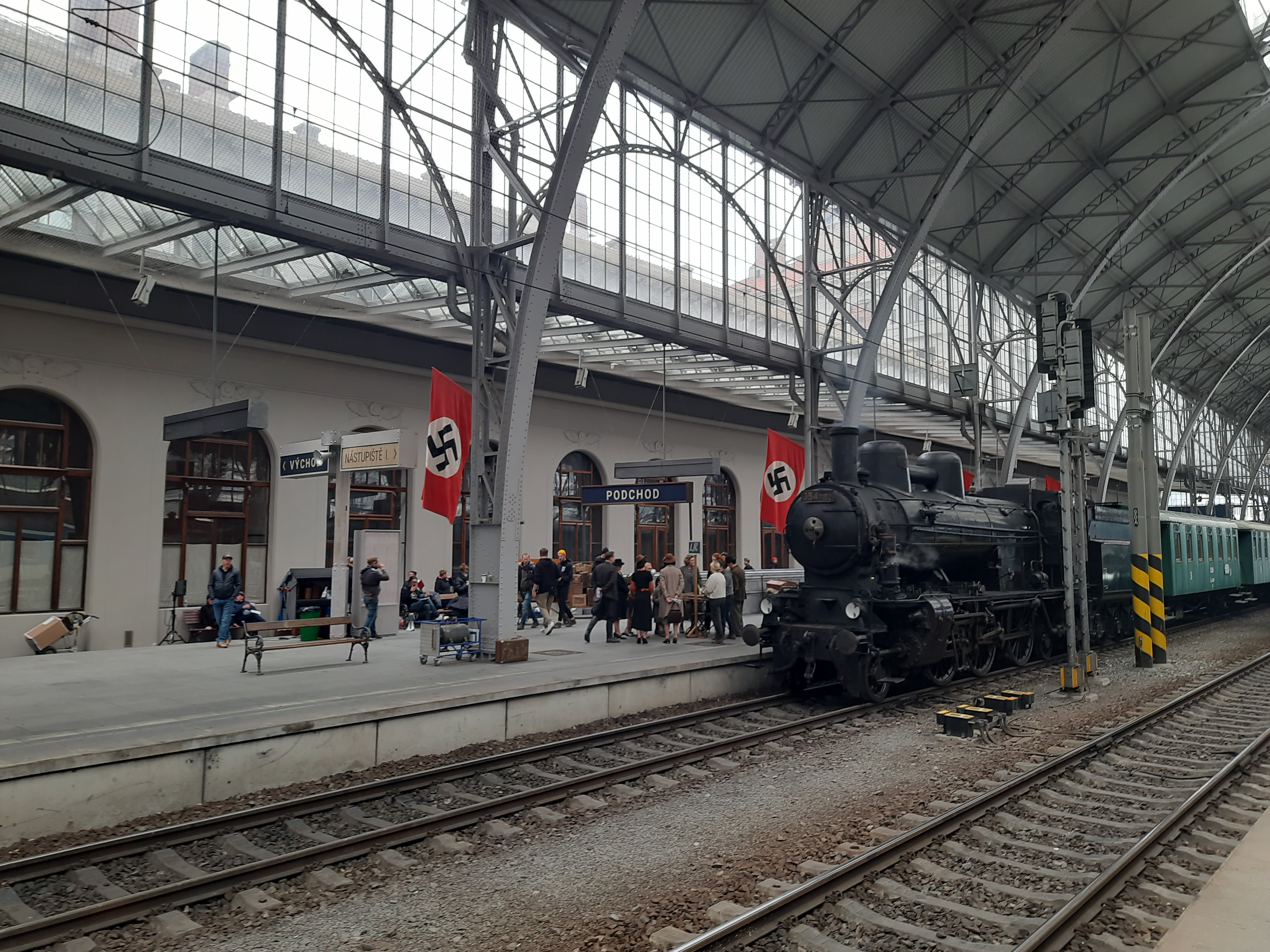
El set de filmació de la pel·lícula en l'estació principal de trens de Praga

El setembre de 2020 es va anunciar que Anthony Hopkins i Johnny Flynn participarien en una pel·lícula biogràfica sobre Sir Nicholas Winton anomenada One Life. A partir d'un guió de Lucinda Coxon i Nick Drake, Aisling Walsh l'anava a dirigir amb See-Saw Films i BBC Film com a productora a través dels productors executius Rose Garnett i Simon Gillis, i els productors Iain Canning, Emile Sherman i Joanna Laurie. FilmNation Entertainment i Cross City Films s'encarregarien de les vendes internacionals. El setembre de 2022 es va revelar que James Hawes anava a dirigir el seu debut cinematogràfic, mentre que Helena Bonham Carter s'havia unit a l'elenc com a mare de Winton, Babi Winton. També es va revelar que Guy Heeley estava a bord com a productor i que el guió estaria basat en el llibre If It's Not Impossible. The Life of Sir Nicholas Winton, escrit per la seva filla Barbara Winton. També es va anunciar que s'unirien al repartiment Jonathan Pryce, Romola Garai i Alex Sharp. El rodatge va tenir lloc a Londres el setembre de 2022 i la fotografia principal també es va dur a terme a Praga.
La filla de Winton va demanar que Hopkins interpretés al seu pare, que va acceptar el paper després de llegir el guió. El fill de Winton va elogiar la interpretació de Hopkins del seu pare. Un supervivent va qualificar la pel·lícula com un «tribut apropiat». Els extres que componen la recreació de l'audiència del programa són els fills reals d'aquells que Winton havia salvat.
La campanya publicitària de la pel·lícula va provocar indignació quan es va ometre l'herència predominantment jueva dels nens en el transport infantil i se'ls va descriure com a «centreeuropeus».

## Premis
El 19 de febrer de 2024 la pel·lícula va guanyar a Berlín el premi Cinema for Peace Dove a la pel·lícula més valuosa de l'any 2024.